# I matrimoni in ballo
I matrimoni in ballo (Los matrimonios en el baile) es una farsa per musica en un acto con música de Domenico Cimarosa y libreto en italiano de Pasquale Mililotti. Se estrenó en el Teatro Nuovo de Nápoles, Italia en el carnaval de 1776. Fue posteriormente repuesta con el título de La baronessa stramba en el mismo teatro diez años después.
La única representación (y grabación) en tiempos modernos fue en Nápoles el 30 de septiembre de 1958 con interpretación de la Orchestra dell'associazione Alessandro Scarlatti bajo la dirección de Franco Caracciolo. En esta ocasión se representó con el título de La baronessa stramba.